# Бичок-кругляк
Бичо́к-кругля́к (Neogobius melanostomus) — дрібно-розмірна придонна риба з родини бичкових (Gobiidae). Походить із Понто-Каспійського регіону, басейнів Чорного та Каспійського морів.

## Характеристика
Бичок-кругляк є дрібно-розмірною рибою, для якої характерна наявність чорної плями на першому спинному плавці. Відрізняється слабо випуклим лобом. Очі незначно виступають над головою. Черевні плавці, як і в більшості бичків, утворюють присосок. Кругляки мають довжину до 25 см. Самці трохи більші за самиць. Цьоголітки кругляків мають сірий колір. Дорослі бички мають сіре, чорне, коричневе і оливкове забарвлення. Дорослі самці під час нересту мають інтенсивний чорний колір з білою облямівкою на непарних плавцях.

## Поширення

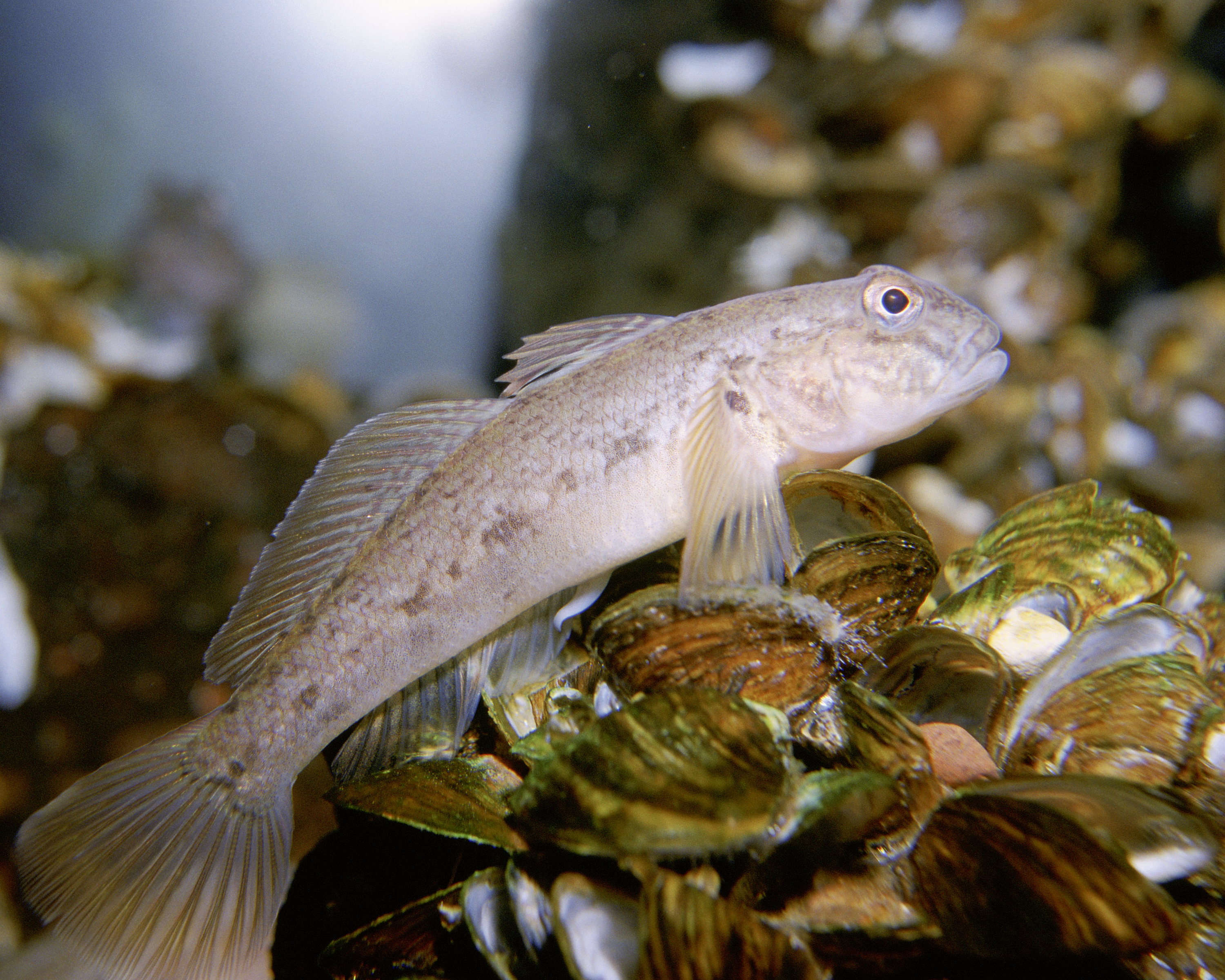
Бичок-кругляк із Великих озер, США

Мармурове море і річки його басейну. Чорне і Азовське море вздовж усіх берегів і прісні води їх басейнів. Прибережні озера і лимани. Річки Криму й Кавказу: Мезиб, Пшада, Вулан, Кодорі, Чорохі. Поширений у Каспійському морі, де представлений підвидом Neogobius melanostomus affinis, а також у річках його басейну.
Як вид-вселенець відзначається в середній та верхній течіях Дунаю, у Балтійському морі і окремих річках його басейну, зокрема Віслі та Одрі, у басейні Північного моря в Бельгії, Нідерландах, Німеччині, а також у Північноамериканських Великих Озерах.

### Історія інвазії
Історія інвазії бичка-кругляка розпочалася ще у 1980-х роках, коли цей вид, разом із пятьма іншими видами бичків, був відзначений у середньому Дніпрі біля Києва. Пізніше, у 1989 р., бичок-кругляк був відзначений у Москві-ріці біля Москви.
Ключовим роком в історії поширення бичка-кругляка є 1990, коли цей вид було відзначено одразу в двох нових для нього басейнах — у Балтійському морі біля Геля, Гданська затока, а також у басейні Великих Озерах, а саме в озері Сент-Клер та річці Сент-Клер.. В обох випадках бичок потрапив до нових водойм із баластними водами, а за подальші кілька років новий ареал кругляка охопив велику частину басейну Волги, Дніпра, Гданської затоки і Великих озер.
На початку 2000-х розпочинається поширення бичка-кругляка басейном Дунаю. Так, у 2003 році його відзначено в Угорщині, а пізніше (2004–2005) — в Словаччині і в Австрії. Далі спостерігалося поширення цього виду середньою і верхньою течіями Дунаю.
Також на початку 2000-х років зареєстровано одну знахідку цього виду в Егейському морі. Однак подальшого поширення в цьому басейні вид не показав.
Паралельно відбувається поширення цього виду басейном Балтійського моря. Так, на початку 2010-х це вид відзначається вже біля всіх берегів Польщі і в пониззі Вісли. Біля німецьких берегів кругляка вперше відзначено біля острова Рюген. На початку 2010-х бичок поширений вздовж всього південно-західного узбережжя Балтики, включаючи Щецинську затоку, Унтерварноу (лиман річки Варноу), гирло річки Траве, а також Кільський канал. Останні знахідки бичка-кругляка в басейні Балтики охоплюють узбережжя Швеції, Данії і пониззя Одри. Таким чином, на даний час цей вид відзначений в усіх країнах узбережжя Балтійського моря.
У басейні Північного моря бичка-кругляка відзначено вперше в 2004 році в річці Лек біля міста Схонховен в Нідерландах. У 2006 році цей вид вперше знайдено в пониззі річки Рейн, де він віднайдений разом із бичком-бабкою. Далі відбулося значне розширення ареалу цього виду басейном Рейну.
На початку 2010-х розпочалося розширення ареалу бичка-кругляка басейном Північного моря. Його відзначено в пониззі річки Шельда, у припливній зона в річковому гирлі, також в Альберт-каналі в Бельгії. Крім того бичка-кругляка відзначено в естуарних зонах річок Ельба і Везер, включаючи припливні зони. Після розпочалася експансія бичка-кругляка прісними водами Франції: цей вид відзначено одразу у Рейні (на кордоні із Німеччиною) та у французькій частині річки Мозель. На даний момент найзахідніою частиною ареалу бичка-кругляка в Європі є північно-східна Франція.

## Живлення

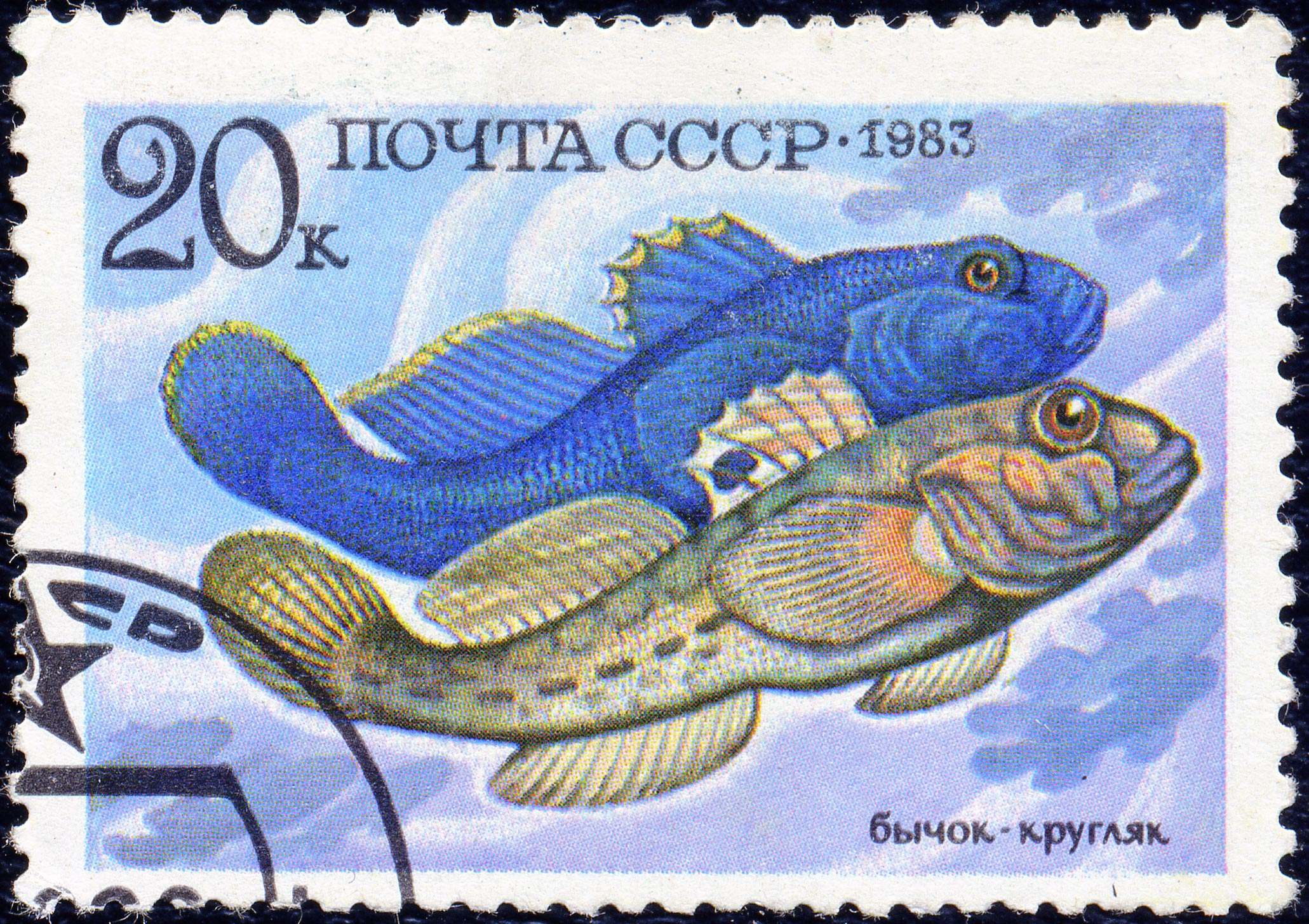
Бичок-кругляк на радянській поштовій марці 1983 року

Дорослі кругляки є типовими малакофагами, живляться здебільш молюсками. Весною його основними об'єктами живлення у лимані Сасик є Hydrobia, Cerastoderma, Abra. У той самий сезон біля румунських берегів Чорного моря кругляки споживають поліхет, ракоподібних (Idothea balthica, Pachygrapsus marmoratus, Xantho poressa та ін.) і молодих бичків. Біля Севастополя кругляки живляться молюсками (Mytilaster lineatus, Abra spp.), а біля Кара-Дагу крім молюсків (Cerastoderma, Brachiodontes) також рибою.
В Одеській затоці у живленні кругляка відзначається 23 об'єкти. Весною домінують Mytilus galloprovincialis, Setia pulcherrima, Mytilaster lineatus, Lentidium mediterraneum, Idothea balthica і Alitta (Nereis) succinea. Літом — здебільш Sphaeroma pulchellum і L. mediterraneum. Двостулкові молюски M. galloprovincialis і M. lineatus мають високе значення в усі сезони. Найбільш елективним об'єктом живлення є поліхети.

## Спосіб життя
Мешкає у воді з мінералізацією до 18-24‰, не уникає прісних вод. Поширений на шельфі з піщаними і кам'янистими ґрунтами при невисокому замуленні, на глибинах від 1-2 до 10-17 м.
У морі бичок-кругляк тримається біля дна, переважно в солоноватоводних прибережних ділянках на мілкокам'янистому, черепашниковому або піщаному дні на глибині до 20 метрів. Проникає він і в нижню і середню течію річок, що впадають до моря і досить вільно розселяється в прісній воді.
Цей вид належить до риб із середньою тривалістю життя. Самиці живуть 4-5 років, більшість самців гине після першого нересту.

## Розмноження

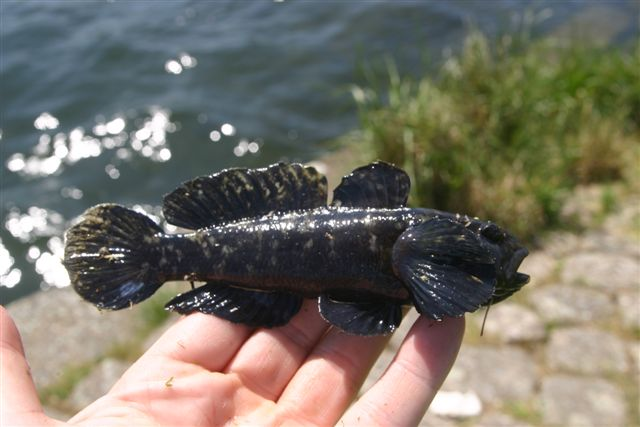
Забарвлення самця бичка-кругляка під час нересту

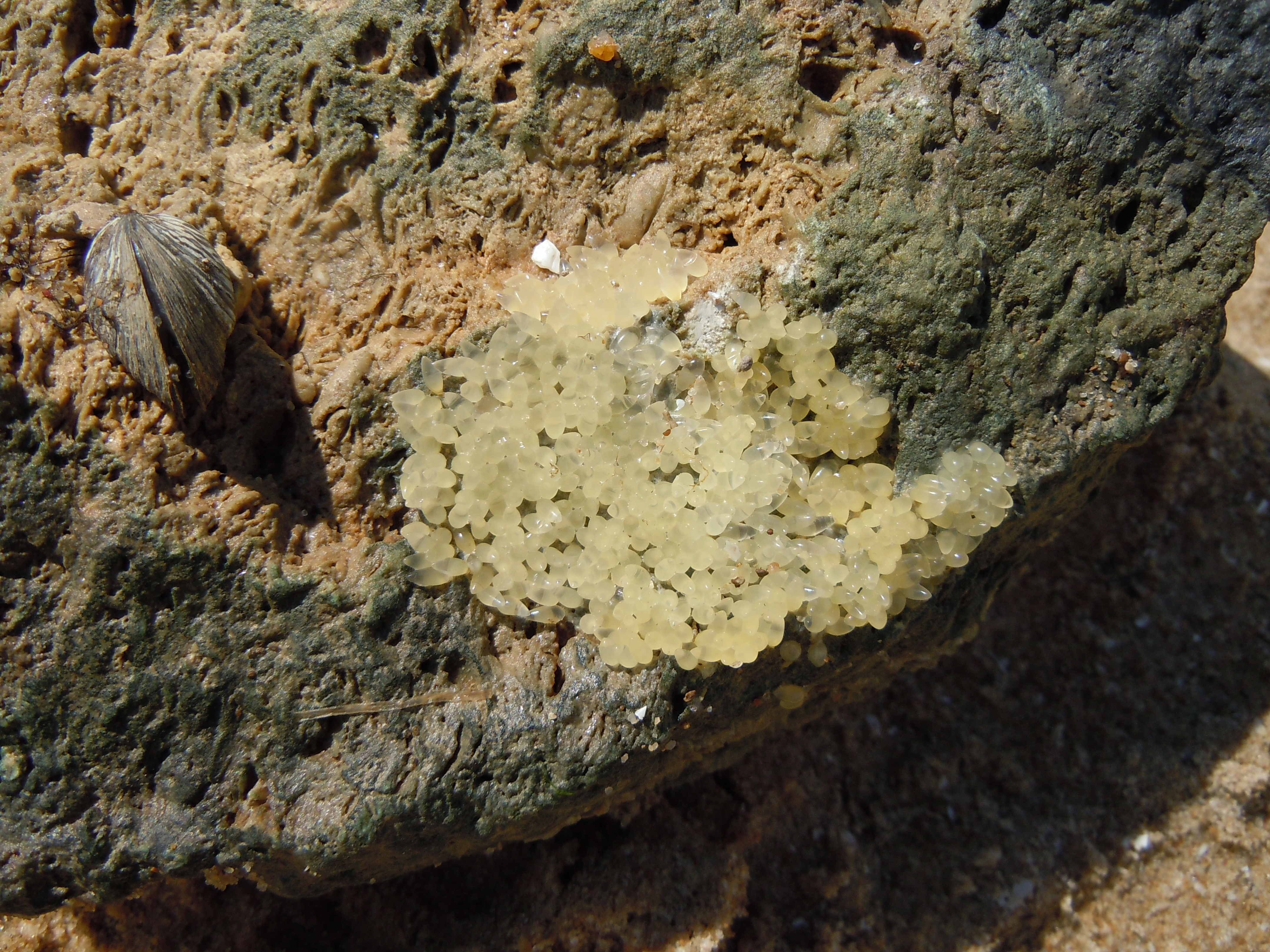
Ікра бичка-кругляка на камінні

Статевої зрілості частина бичків-кругляків досягає вже на другому році життя, іноді при довжині тіла всього близько 5 сантиметрів. У віці трьох років вже всі рибки стають статевозрілими. Нерест відбувається з квітня до вересня. Самці у цей період набувають чорного забарвлення зі світлою окантовкою країв анального, хвостового і другого спинного плавців. Першими починають нерест молоді особини, що нерестяться вперше в житті, а потім у липні-серпні до розмноження приступають старіші риби. Нерестяться переважно на мілководних прибережних ділянках водойм. Тут під нижньою поверхнею каменів, в ущелинах скель, на нерівностях дна або просто на затонулих предметах самці влаштовують свої гнізда. Знайшовши відповідне місце, самець очищає його від сміття, виносячи в роті назовні всякі смітинки і дрібні камінчики, щоб забезпечити гладку поверхню для приклеювання ікринок. Самиця, прикріпившись присоском до стелі або гладких стінок, приклеює запліднені самцем ікринки щільно в один ряд. Метання ікри відбувається декількома порціями. Загальна плодючість у різних самиць становить від 200 ікринок до 4 тисяч. Ікринки грушоподібної форми, довжиною до 4 міліметрів. Зазвичай в одне гніздо відкладають ікру кілька самиць, і молодь вилуплюється в різний час. Протягом усього періоду розвитку самець сумлінно охороняє кладку, періодично обмахуючи ікру плавниками. При наближенні інших риб, за допомогою плідників самці кругляків здійснюють складний звуковий сигнал, який ефективно діє на ворогів і змушує їх залишити гніздову територію. Якщо самця в цей час виловити, то ікру знищують різні тварини. Протягом 4-5 тижнів, аж до появи личинок, він не харчується, сильно худне і потім, як правило, гине. Личинки, що вийшли з ікри, тримаються в товщі води і харчуються дрібними ракоподібними. Кожна самиця нереститься кілька разів у житті, тоді як більшість самців гинуть відразу після першого нересту.

## Паразити

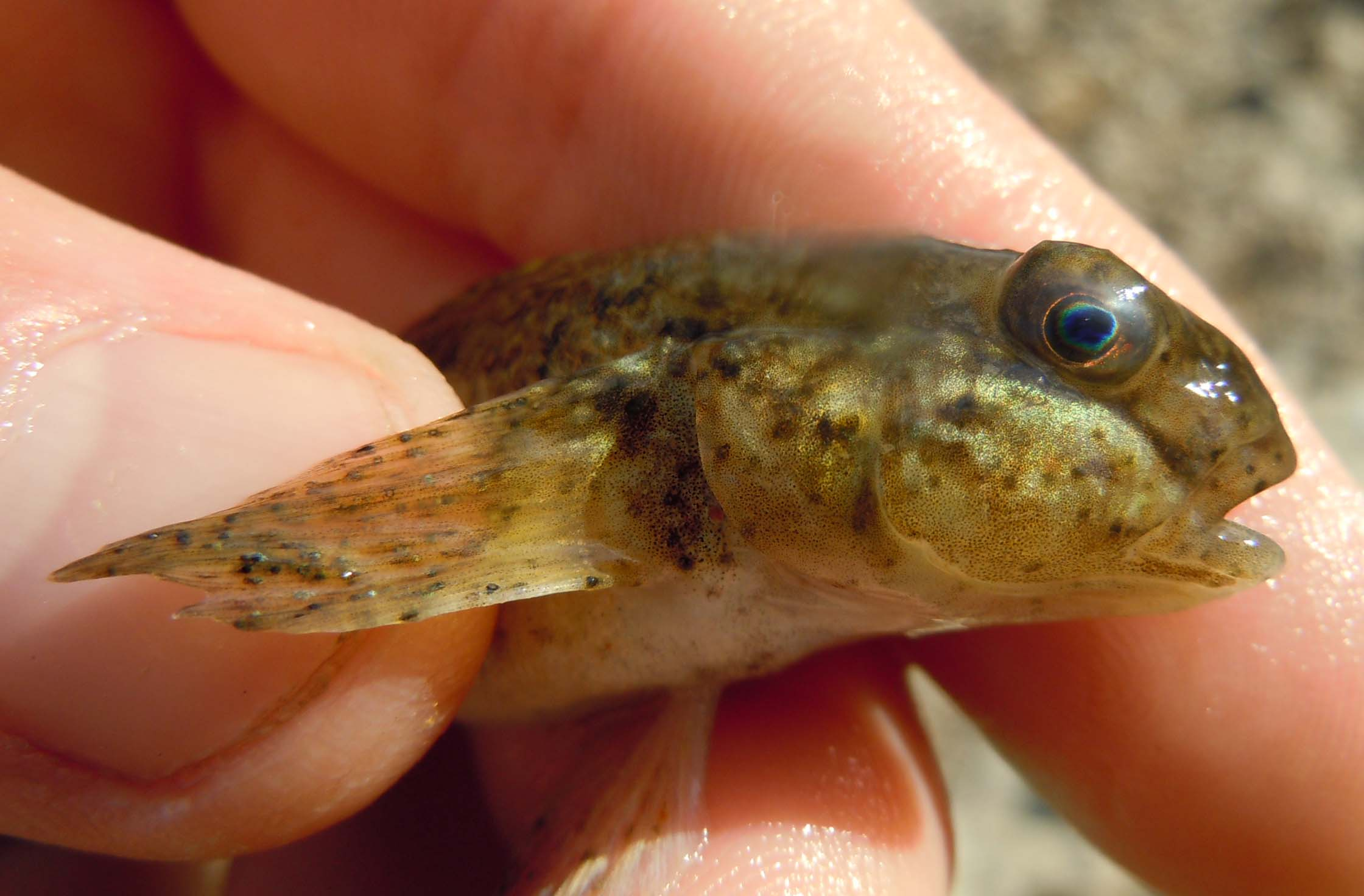
Бичок-кругляк із Тилігульського лиману, заражений метацеркаріями Cryptocotyle

У межах природного ареалу в бичка-кругляка відзначено 52 види паразитів.
Найпоширенішими паразитами чорноморського кругляка є метацеркарії трематод родини Heterophyidae, такі як Cryptocotyle concavum, C. lingua і Pygidiopsis genata. Трематоди Cryptocotyle lingua і Pygidiopsis genata здатні заражати людину. У 1950-х роках біля берегів Таганрозької затоки (Азовське море) бичок-кругляк був відзначений як хазяїн епізоотичних нематод Tetrameres fissispina і Streptocara crassicauda, які викликали гибель каченят.
У Гданській затоці Балтійського моря паразитофауна бичка-кругляка становить 12 видів. Ядро паразитофауни складають два види метацеркарій трематод: C. concavum і Diplostomum spathaceum. Також, у Балтійському морі кругляк відзначений як паратенічний хазяїн інвазивної нематоди Anguillicoloides crassus. У Віслинській затоці найпоширенішими паразитами кругляка є нематоди Hysterothylacium aduncum і Anguillicoloides crassus.
У Великих озерах у кругляка відзначено 25 видів паразитів. Трематода D. spathaceum є найпоширенішим паразитом і складає ядро паразитофауни. Також достатньо поширеними є цестода Proteocephalus sp. і трематода Neochasmus umbellus. Бичок-кругляк, будучи хазяїном метацеркарій трематоди N. umbellus, ізолює певну частину личинок із життєвого циклу цієї трематоди. Зараженість кругляка паразитами в Великих озерах є значно меншою, ніж у природному ареалі, що відповідає «гіпотезі позбавлення паразитів».

## Значення
В Україні бичок-кругляк є об'єктом промислу, особливо в Азовському морі та північно-західній частині Чорного моря. Становить до 98% живлення таких важливих промислових об'єктів, як судак (Sander lucioperca), сом (Silurus glanis), осетри (Acipenser spp.), калкан (Scophthalmus maeoticus), та ін..
Водночас бички є конкурентами в живленні плітки (Rutilus rutilus), ляща (Abramis brama) та деяких інших.